# 马尔科·奥尔兰迪奇
马尔科·奥尔兰迪奇（1930年9月28日—2019年12月20日），男，黑山人，南斯拉夫经济学家，政治人物。黑山社会主义共和国党和国家领导人。

## 生平
1930年出生。毕业于经济学院。早年加入社会主义青年联盟，后转正入南斯拉夫共產主義者聯盟。1965年，当选黑山共产主义者联盟中央委员会委员和中央执行委员会委员。曾任黑山社会主义共和国经济计划研究所所长。
1969年至1974年，南斯拉夫社会主义联邦共和国联邦执行委员会委员。1974年至1978年，黑山社会主义共和国执行委员会主席。1978年6月，在南斯拉夫共產主義者聯盟第十一届中央委员会第一次全体会议上当选为中央主席团执行书记（共九人，排名第二）。
1978年至1982年，南斯拉夫社会主义联邦共和国驻苏联特命全权大使。1983年至1984年，黑山社会主义共和国主席团主席。
1989年1月，黑山社会主义共和国发生大规模抗议集会，他和其他领导人辞去所有职务。同年2月，在南斯拉夫共產主義者聯盟二十中全会上辞去中央委员和中央主席团委员职务。
2019年12月20日在波德戈里察去世。